# Færestranda
Færestranda – wieś w zachodniej Norwegii, w okręgu Sogn og Fjordane, w gminie Vågsøy. Wieś leży na północnej stronie wyspy Vågsøy, na zachodnim brzegu zatoki Torskangerpollen, u podnóża góry Satetua. Færestranda znajduje się 3 km na północ od wioski Vågsvåg i około 9 km na północny zachód od centrum administracyjnego gminy – Måløy. 
W pobliżu miejscowości znajduje się latarnia morska Hendanes, która została wybudowana w 1914 roku.
W 1768 roku miał miejsce pożar, który doszczętnie zniszczył wieś.